# 블랑카 해안

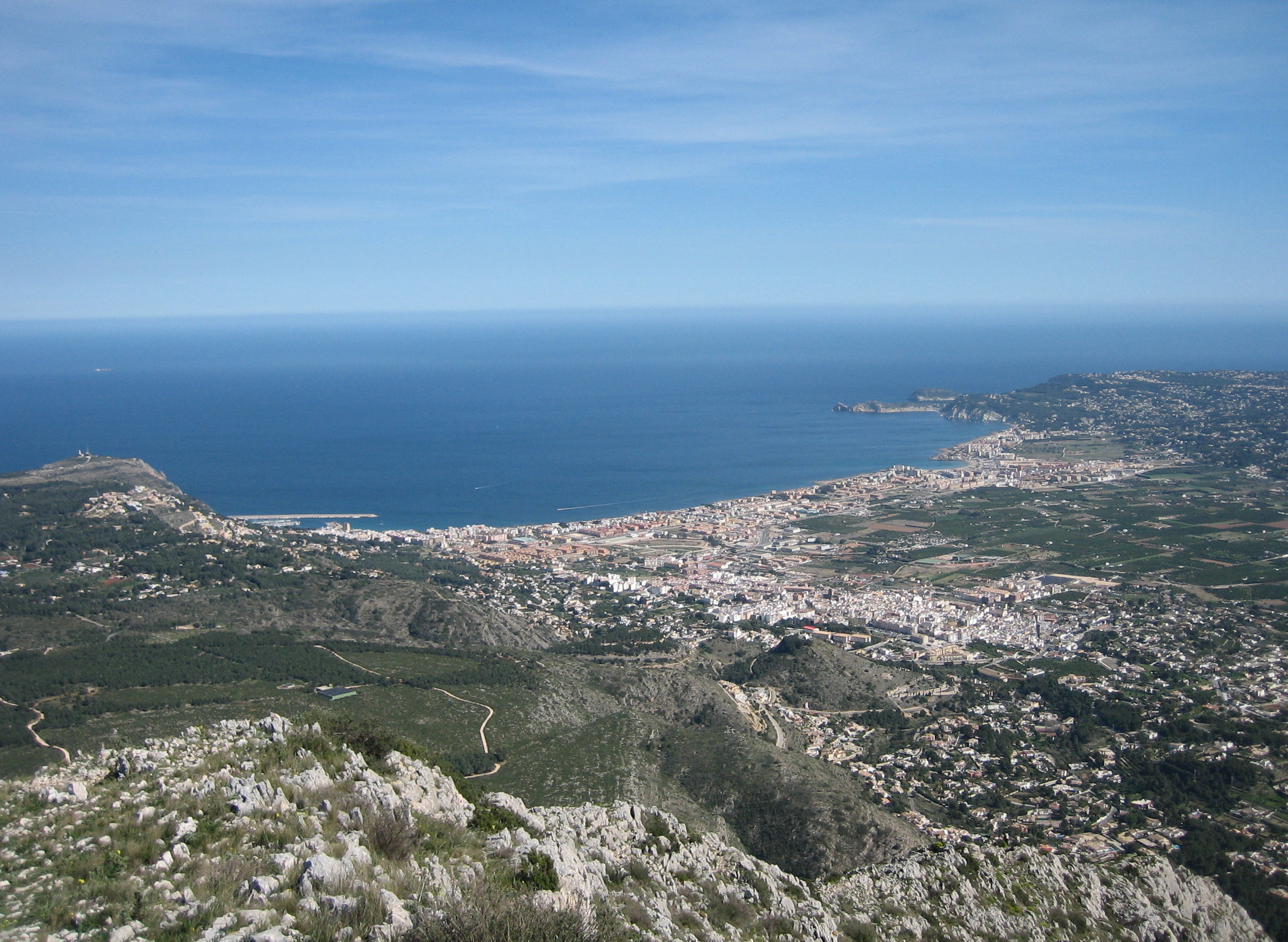
블랑카 해안

블랑카 해안(스페인어: Costa Blanca)은 스페인 알리칸테 주의 해안이다.